# Patnanungan
Patnanungan is een gemeente in de Filipijnse provincie Quezon op het gelijknamige eiland. Bij de laatste census in 2010 telde de gemeente bijna 14 duizend inwoners.

## Geografie

### Bestuurlijke indeling
Patnanungan is onderverdeeld in de volgende 6 barangays:
| - Amaga - Busdak - Kilogan - Luod - Patnanungan Norte - Patnanungan Sur |

## Demografie
Patnanungan had bij de census van 2010 een inwoneraantal van 13.865 mensen. Dit waren 1.040 mensen (8,1%) meer dan bij de vorige census van 2007. Ten opzichte van de census van 2000 was het aantal inwoners gegroeid met 2.831 mensen (25,7%). De gemiddelde jaarlijkse groei in die periode kwam daarmee uit op 2,31%, hetgeen hoger was dan het landelijk jaarlijks gemiddelde over deze periode (1,90%).

De bevolkingsdichtheid van Patnanungan was ten tijde van de laatste census, met 13.865 inwoners op 139,2 km², 99,6 mensen per km².